# مروان الخديم
مروان الخديم (مواليد 3 سبتمبر 1997، لاعب كرة قدم إماراتي يجيد اللعب كحارس مرمى مع نادي الإمارات.